# Sottrum
Sottrum ist eine Gemeinde der Samtgemeinde Sottrum im Landkreis Rotenburg (Wümme) in Niedersachsen.

## Geografie

### Lage
Die Gemeinde Sottrum liegt auf etwa 20 Meter über Normalnull und ist der Kernort der Samtgemeinde Sottrum. Der Ort hat eine Ausdehnung von zwei Kilometern in Nord-Süd- und 1,5 Kilometern in West-Ost-Richtung. Der Ort ist etwa 32 Kilometer von der Stadt Bremen und 13 Kilometer von der Kreisstadt Rotenburg (Wümme) entfernt. Die Umgebung des Ortes ist durch Moor, Wald und die Flussniederungen von Wümme und Wieste geprägt.

### Ortsgliederung

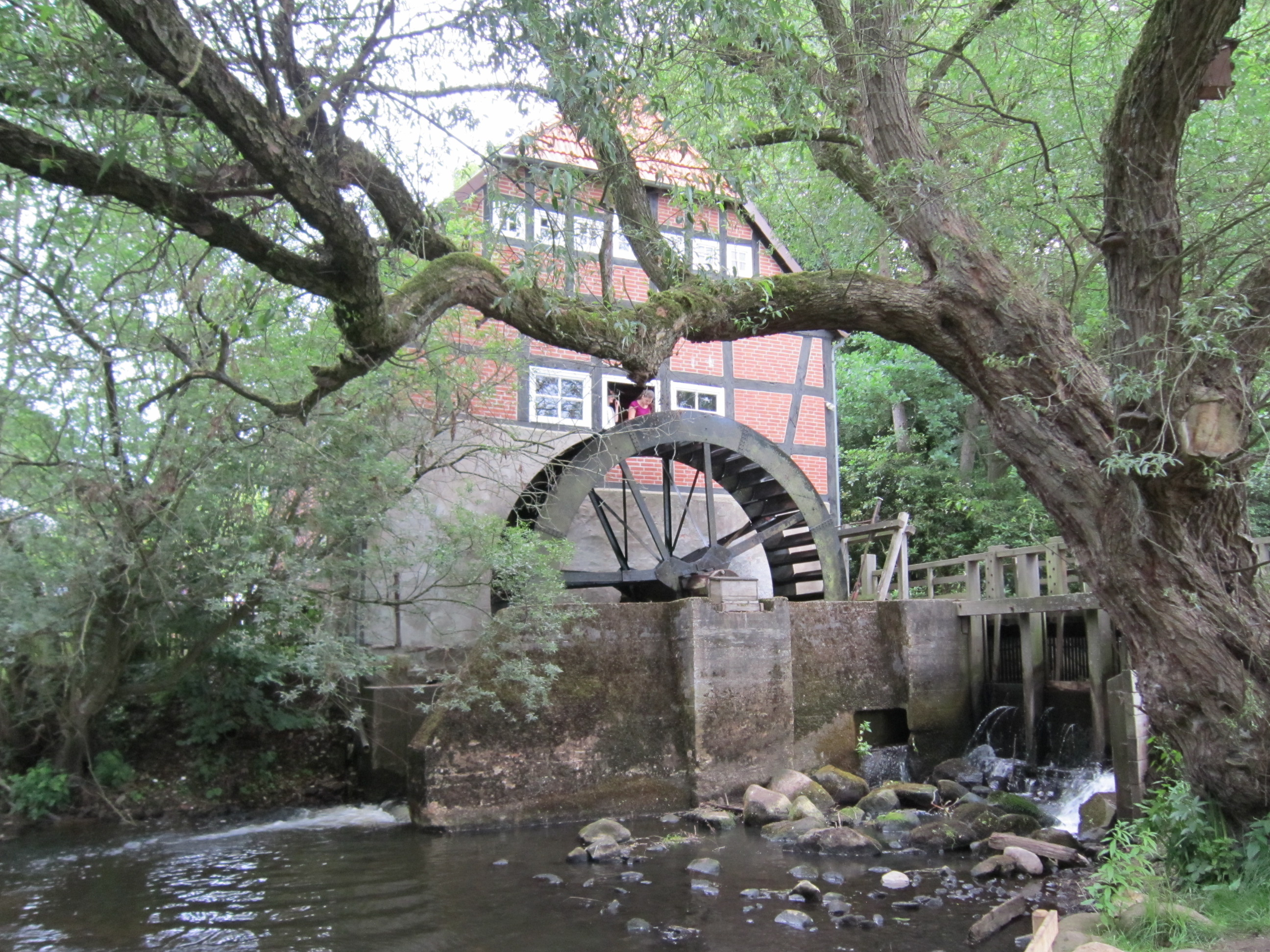
Wassermühle Stuckenborstel

Die Gemeinde gliedert sich in drei Ortsteile: Den Hauptort Sottrum, den 2,5 Kilometer westlich gelegenen Ortsteil Stuckenborstel und den 4,5 Kilometer südwestlich gelegenen Ortsteil Everinghausen. Stuckenborstel und Everinghausen wurden im Zuge der gemeindlichen Neuzuordnung am 1. März 1974 zu Sottrum eingemeindet.

### Nachbarorte
Folgende Gemeinden sind Nachbarorte von Sottrum. Angegeben ist jeweils die Entfernung vom Ortskern des Hauptortes.
| Reeßum (2,5 km)     | Clüversborstel (1,5 km)                     |                   |
| Ottersberg (5,5 km) | Kompassrose, die auf Nachbargemeinden zeigt | Hassendorf (3 km) |
|                     | Hellwege (5 km)                             |                   |

## Geschichte
Die erste bekannte urkundliche Erwähnung von Sottrum erfolgte 1205. In einem Übereinkommen wird Sottrum dort als Suthrem als Archidiakonat des Verdener Domkapitels erwähnt. Nach Schätzungen ist der Ort aber schon um das Jahr 800 bewohnt gewesen.
Während des Russlandfeldzuges Napoleons war Sottrum Quartier seiner höchsten Offiziere, wie z. B. Maréchal Davout.
Die Gemeinden Groß Sottrum und Klein Sottrum wurden am 1. Januar 1929 zur Gemeinde Sottrum zusammengeschlossen.

### Bildung der Samtgemeinde
Durch die ständig ansteigenden Anforderungen an die Verwaltungsaufgaben entstand bereits in den 1950er Jahren ein Reformdruck bei den kleinen ehrenamtlich verwalteten Gemeinden. Als auch das öffentliche Schulwesen unter Berücksichtigung der Landesschulplanung neu überdacht werden musste, schlossen sich schließlich 1969 die Gemeinden Bötersen, Clüversborstel, Everinghausen, Hassendorf, Hellwege, Höperhöfen, Reeßum, Schleeßel, Sottrum, Stapel, Stuckenborstel, Taaken und Winkeldorf auf freiwilliger Basis zur Samtgemeinde Sottrum zusammen. Die damalige erste Hauptsatzung der Samtgemeinde Sottrum trat am 30. Juni 1969 in Kraft.
Am 29. Dezember 1970 erklärte die Gemeinde Horstedt ihren Beitritt zur Samtgemeinde. Mit Inkrafttreten des Gesetzes zur Neugliederung der Gemeinden im Raum Rotenburg (Wümme) am 1. März  1974 kamen die Gemeinden Ahausen und Eversen hinzu. Die bereits bestehende Samtgemeinde Sottrum wurde zu diesem Zeitpunkt unter das neue Recht gestellt.

### Eingemeindungen
Am 1. März 1974 wurden die Gemeinden Everinghausen und Stuckenborstel eingegliedert.

## Politik

### Gemeinderat
Der Rat der Gemeinde Sottrum besteht aus 19 Ratsfrauen und Ratsherren. Dies ist die festgelegte Anzahl für die Mitgliedsgemeinde einer Samtgemeinde mit einer Einwohnerzahl zwischen 6001 und 7000 Einwohnern. Die Ratsmitglieder werden durch eine Kommunalwahl für jeweils fünf Jahre gewählt. Die aktuelle Amtszeit begann am 1. November 2021 und endet am 31. Oktober 2026.
Die letzte Kommunalwahl am 12. September 2021 ergab das folgende Ergebnis:
| Partei | Anteilige Stimmen | Anzahl Sitze |
| ------ | ----------------- | ------------ |
| CDU    | 42,3 %            | 8            |
| SPD    | 26,2 %            | 5            |
| GRÜNE  | 19,9 %            | 4            |
| FDP    | 6,6 %             | 1            |
| AfD    | 5,0               | 1            |

Die Wahlbeteiligung bei der Kommunalwahl 2021 lag mit 58,2 % über dem niedersächsischen Durchschnitt von 57,1 %.

### Bürgermeister
Der Gemeinderat wählte 2021 das Gemeinderatsmitglied Hans-Jürgen Krahn (CDU) zum ehrenamtlichen Bürgermeister für die aktuelle Wahlperiode. Im Dezember 2024 wurde Achim Figgen (CDU) als Nachfolger von Krahn zum ehrenamtlichen Bürgermeister gewählt.

### Wappen
Blasonierung: In Rot unter silbernem mit schwarzem Nagelkreuz belegten rechten Obereck der Heilige Georg in goldener Rüstung auf nach links reitenden goldgezäumtem und goldhufigem silbernem Pferd mit goldener Lanze einen grünen Lindwurm erstechend. Das Nagelkreuz erinnert an das Bistum Verden, der hl. Georg an das Patrozinium der Sottrumer Pfarrkirche.
Die Samtgemeinde Sottrum hat 1970 die Genehmigung für die Übernahme des Wappens der Gemeinde Sottrum erhalten.

### Gemeindepartnerschaften
- Sauveterre-de-Guyenne, Frankreich
- Lubasz, Polen

## Kultur und Sehenswürdigkeiten

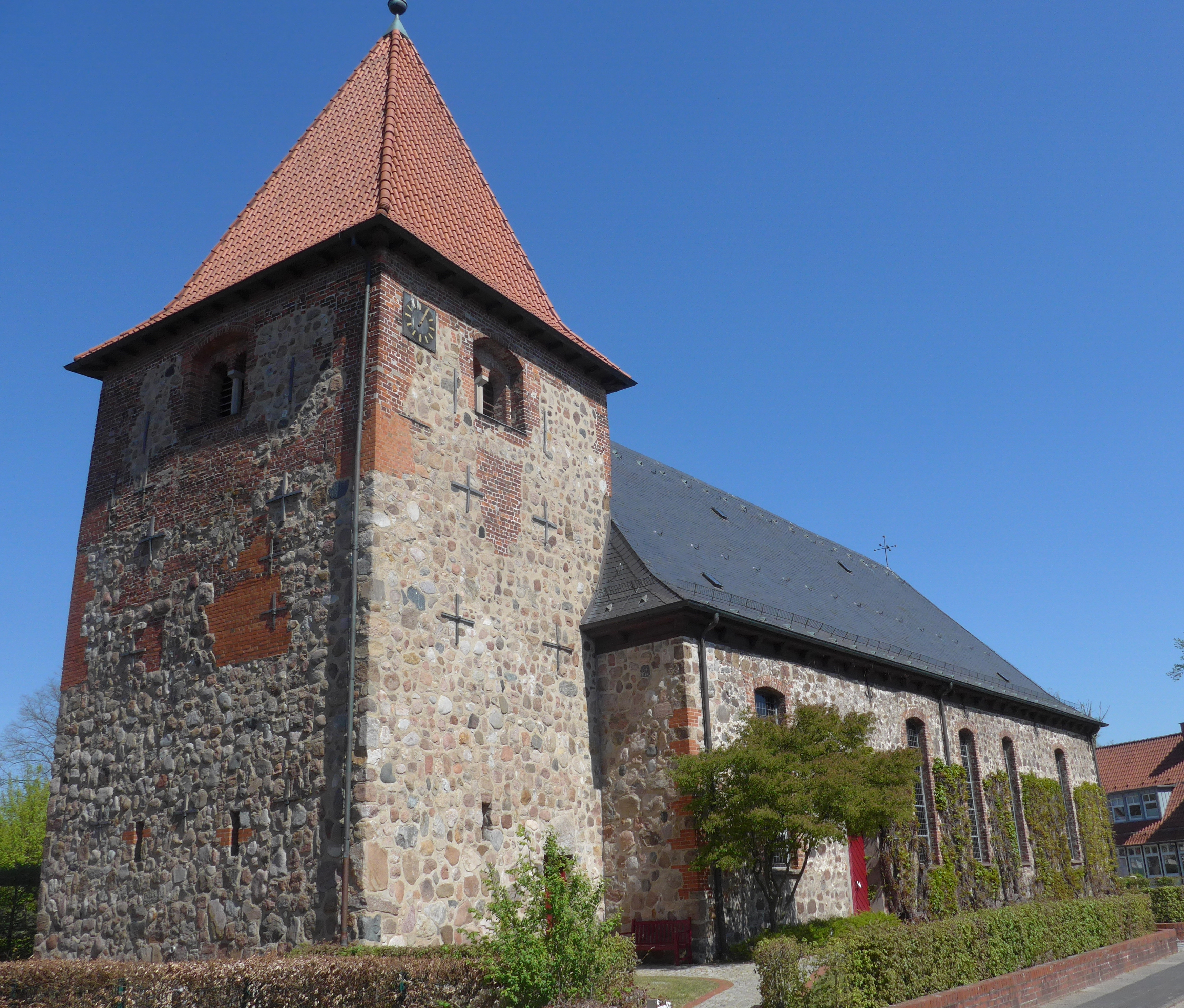
St. Georg

### Bauwerke
- Evangelische St.-Georgs-Kirche von 1737 als Saalkirche; mittelalterliche Bauteile sind im Kern noch erhalten
- Wassermühle Stuckenborstel am Ufer der Wieste
- Hofanlage Alte Dorfstraße 100 vom 19. Jahrhundert in Fachwerk
- Wohn- und Wirtschaftsgebäude Große Straße 23 aus der ersten Hälfte des 19. Jh. in Fachwerk mit Wirtschaftsgiebel in Backstein von um 1900
- Wohn- und Wirtschaftsgebäude Lindenstraße 46 von 1847 in Fachwerk

### Theater
Die Laienspielgruppe des Turnvereins Sottrum(TV Sottrum) besteht bereits seit 1946. Jedes Jahr finden Anfang November fünf Aufführungen statt.

## Wirtschaft und Infrastruktur

### Wirtschaft
Sottrum ist Sitz der Volksbank eG Wümme-Wieste und befindet sich im Einzugsbereich der Sparkasse Rotenburg Osterholz.

### Bildungseinrichtungen
- Grundschule am Eichkamp
- Schulzentrum Süd: Morgenstern-Grundschule und Gymnasium Sottrum
- Schule an der Wieste; Oberschule
- Wiestekindergarten Sottrum
- Kindergarten Pusteblume Sottrum
- Kindergarten Kunterbunt
- Kinderkrippe Wurzelfreunde am Dannert

### Soziale Einrichtungen
Nächstgelegene Krankenhäuser sind das Agaplesion Diakonieklinikum Rotenburg, die Aller-Weser-Klinik in Achim und die Krankenhäuser in Bremen. Sottrum ist Standort eines Seniorenheimes.

### Freizeit- und Sportanlagen
- beheiztes Freibad, Am Bullenworth
- Mehrzweckturnhalle, Am Bullenworth
- Fußballplatz, alte Dorfstraße

### Verkehr

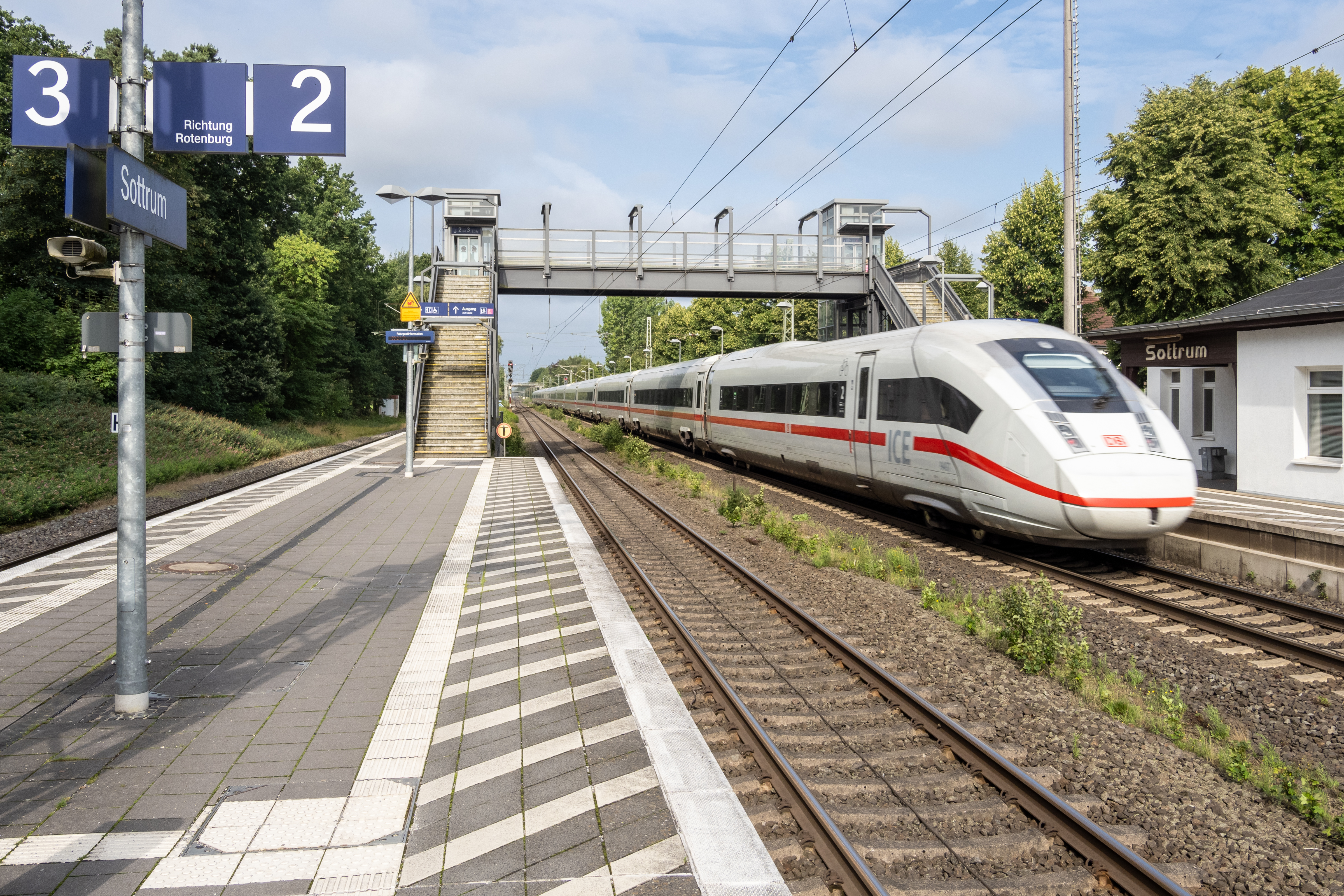
Bahnhof Sottrum

Die Bundesstraße 75 führt durch den Ort Sottrum, die Anschlussstelle Stuckenborstel an der A 1 liegt etwa zwei Kilometer vom Ort entfernt. Ihr Verlauf entspricht der nach 1809 in napoleonischer Zeit möglichst geradlinig angelegten Heerstraße zwischen Osnabrück und Hamburg.
Der Ort verfügt über einen Bahnhof an der Bahnstrecke Wanne-Eickel–Hamburg, an dem im Rahmen des Hanse-Netzes verkehrende Züge der metronom Eisenbahngesellschaft auf der Verbindung Hamburg–Bremen halten.
Seit dem 1. April 2010 verfügt die Samtgemeinde Sottrum über einen ehrenamtlich betriebenen Bürgerbus, der die Ortsteile miteinander verbindet.

## Personen (Auswahl)
- Wilhelm Dodenhoff (1920–2022), Jurist
- Jan-Christoph Oetjen (* 1978), Politiker (FDP), Vizepräsident des Europäischen Parlaments